# Nemoraea triangulata
Nemoraea triangulata är en tvåvingeart som beskrevs av Villeneuve 1937. Nemoraea triangulata ingår i släktet Nemoraea och familjen parasitflugor. Inga underarter finns listade i Catalogue of Life.